# Il paese sbagliato
Il paese sbagliato. Diario di un'esperienza didattica è un saggio del maestro elementare e scrittore italiano Mario Lodi (1922-2014), pubblicato per la prima volta nel 1970.

## Contenuto
Come indica il sottotitolo, quest'opera è il resoconto diaristico di una "esperienza didattica" intrapresa dall'autore, maestro elementare, con i suoi alunni e alunne. La struttura del diario segue la medesima classe dal primo anno scolastico 1964-1965 al quinto 1968-1969. La scuola è quella del paese di Vho, oggi una frazione di Piadena, paese della bassa pianura padana tra Mantova e Cremona. In questo resoconto di ampiezza quinquennale, a ciascun anno è dedicato un capitolo, e all'interno di ogni capitolo sono raccolti episodi della vita in classe, che sono di vario genere: non solamente gli esiti di un’esperienza didattica, ma anche talvolta la reazione dei bambini ai fatti eclatanti della cronaca (come nel caso dell’alluvione di Firenze del 4 novembre 1966, durante l’anno scolastico della terza).

## Rilevanza dell'opera
Quando l'opera fu pubblicata nel 1970, la scuola elementare italiana era ancora restia ad accogliere le innovazioni del mondo didattico. In generale, la funzione della scuola elementare tendeva ed essere equiparata all'esigenza di insegnare a bambini e bambine la lettura, la scrittura e la capacità di compiere le operazioni aritmetiche. Non era ancora molto presente, quindi, una visione più "progressista" dell'istruzione elementare: cioè una visione che volesse mettere in primo piano l'educazione della persona, intesa come l'affinamento degli strumenti (non solo conoscitivi ma anche emotivi) con cui il bambino prende coscienza del suo mondo e della sua collettività di riferimento, e impara a rappresentare questa coscienza a sé stesso e agli altri. In questo avanzamento "progressista" del mondo educativo anche italiano verso una concezione più ampia di didattica e di scuola, di cui Mario Lodi non è certamente l'unico rappresentante, il successo editoriale de Il paese sbagliato rappresentò quindi una tappa significativa.